# Johnny Ramone
John William Cummings  (Long Island, New York, 8. listopada 1948. – Los Angeles, Kalifornija, 15. rujna 2004.) u glazbenom svijetu poznat kao Johnny Ramone, bio je gitarist američke punk rock skupine Ramones i jedini je član koji je u sastavu ostao do kraja njihove glazbene karijere. 2003. godine Rolling Stone časopis postavlja Johnnyja na 16 mjesto najvećih gitarista za sva vremena.

## Glazbena karijera
Kao tinejdžer Johnny je svirao u sastavu koji se zvao Tangerine Puppets, zajedno s budućim bubnjarom Ramonesa Tamásom Erdélyiem (poznatiji kao Tommy Ramone). Kasnije kada je malo ostario bio je poznat kao "greaser" (radnička klasa), iako se je kasnije opisao kao Tie-dye (šarena odjeća) poklonika i obožavatelja sastava The Stooges.
U ranim '70-ma dok je išao iz kemijske čistionice, susreo je budućeg basistu sastava Ramones, Douglasa Colvina (poznatijeg kao Dee Dee Ramone). Odlaze na ručak i izmjenjuju zajedničke simpatije prema glazbi i sastavima The Stooges i MC5. U siječnju 1974. odlaze zajedno u trgovinu glazbene opreme u New Yorku, Manny's Guitar Emporium, gdje Johnny kupuje plavu Mosrite Ventures II gitaru za $54, što uključuje i porez. Colvin je također tada kupio Danelectro bas-gitaru, koju je kasnije uništio. Njih dvojica su surađivali s Jeffreyom Hymanom s kojim osnivaju sastav Ramones, zajedno s malo poznatim Ritchiem Sternom na basu, koji je otišao nakon nekoliko proba. Erdelyi se pridružio sastavu u ljeto iste godine, nakon što nije uspjela audicija za mjesto Ramonesovog bubnjara.
Cummings je postao glavni izvor neprilika kada se počeo zabavljati s bivšom Hymanovom djevojkom. Navodno je Hyman zbog toga napisao skladbu "The KKK Took My Baby Away (KKK je uzeo moju djevojku)", iako je kasnije potvrdio da je pjesmu zapravo napisao prije osnivanja Ramonesa, 1974. Iako je sastav ostao zajedno još godinama nakon tog incidenta, odnosi između njih dvojice ostali su hladni i komunikacije gotovo nije niti bilo. Mnogo godina kasnije, kada Hyman leži u bolnici i umire od raka, Cummings mu se htio javiti telefonom ali je ovaj to odbio. Cummings kasnije objašnjava taj događaj u životopisnom videu End of the Century: The Story of the Ramones, gdje govori; "pokušaj da se nas dvojica sretnemo, bio je uzaludan". Dodao je još da je bio jako deprimiran, tjedan dana nakon Hymanove smrti. U knjizi njihovog menadžera, Montea Melnicka, citira Johnnyja kako je rekao; "Ja ništa ne radim bez njega. Osjećam da je on tu. On je moj partner. On i ja. Nedostaje mi".
Uz njegovu glazbenu karijeru, treba mu se pridodati i sudjelovanje u gotovo desetak filmova (uključujući i Rock 'n' Roll High School) i dokumentaraca. Također je nastupio u televizijskoj seriji The Simpsons (u epizodi "Rosebud", 1993.).

## Smrt
Dana 15. rujna 2004., Cummings je umro u svojoj kući u Los Angelesu nakon pet godina borbe s karcinomom prostate. Eddie Vedder i Rob Zombie, bili su prisutni kada je umro. Nakon što je preminuo njegovi su posmrtni ostaci kremirani. Spomenik mu je izgrađen u Hollywoodu na groblju Forever Cemetery, u blizini njegovog bivšeg člana sastava Dee Dee Ramonea.

### Posmrtna počast
2006. godine u nanovo snimljeni film strave i užasa The Wicker Man, bio je posvećen Johnnyju Ramoneu u sijećanje, od njegovog bliskog prijatelja, glavnog glumca u filmu i producenta, Nicolasa Cagea. Eddie Vedder je napisao tekst za skladbu "Life Wasted", koju izvodi američki rock sastav Pearl Jam, dok je išao s Johnnyjevog pokopa.

## Vanjske poveznice
- Službene stranice
- Johnny Ramone u internetskoj bazi filmova IMDb-a